# معر شمارین
معر شمارین (به عربی: معر شمارین) یک روستا در سوریه است که در ناحیه مرکزی معره‌النعمان واقع شده‌است. معر شمارین ۳٬۶۲۵ نفر جمعیت دارد.